# Laspeyresinia
Laspeyresinia là một chi bướm đêm thuộc phân họ Tortricinae của họ Tortricidae.

## Các loài
- Laspeyresinia meridaspis (Meyrick, 1922)